# Storsör
Storsör är öar nära Skäriråsen i Nagu,  Finland. De ligger i Skärgårdshavet eller Norra Östersjön i Pargas stad i landskapet Egentliga Finland, i den sydvästra delen av landet. Öarna ligger omkring 5 kilometer sydost om Skäriråsen, 46 kilometer söder om Nagu kyrka, 79 kilometer söder om Åbo och omkring 180 kilometer väster om Helsingfors. Närmaste allmänna förbindelse är förbindelsebryggan vid Borstö som trafikeras av M/S Nordep. 
Arean för den av öarna koordinaterna pekar på är 0,8 hektar och dess största längd är 120 meter i sydväst-nordöstlig riktning.  Det finns inga samhällen i närheten.